# Zwickau járás
Zwickau járás (németül Landkreis Zwickau) közigazgatási egység Németországban, Szászország tartományban. Székhelye és legnagyobb városa Zwickau.

## Földrajz
Szászország délnyugati részén fekszik. Nyugaton és északnyugaton Türingiával, északkeleten a Közép-szász járással, keleten Chemnitz járási jogú várossal, délkeleten az Érchegységi járással, délnyugaton pedig a Vogtlandi járással határos.
A járás túlnyomó része az Érchegységaljához tartozik, egy kis része délnyugaton pedig Vogtlandhoz. Fő folyója a Zwickaui-Mulde.

## Települések
A járásban 6 város rangja körzetközpont (große Kreisstadt). 
| Zwickau járás városai és községei | |
| Városok: 1. Crimmitschau (körzetközpont) 2. Glauchau (körzetközpont) 3. Hartenstein 4. Hohenstein-Ernstthal (körzetközpont) 5. Kirchberg 6. Lichtenstein (Zwickau járás) 7. Limbach-Oberfrohna (körzetközpont) 8. Meerane 9. Oberlungwitz 10. Waldenburg 11. Werdau (körzetközpont) 12. Wildenfels 13. Wilkau-Haßlau 14. Zwickau (körzetközpont) | Községek: 1. Bernsdorf 2. Callenberg (székhelye Falken) 3. Crinitzberg 4. Dennheritz 5. Fraureuth 6. Gersdorf 7. Hartmannsdorf bei Kirchberg 8. Hirschfeld 9. Langenbernsdorf 10. Langenweißbach 11. Lichtentanne 12. Mülsen 13. Neukirchen/Pleiße 14. Niederfrohna 15. Oberwiera 16. Reinsdorf 17. Remse 18. Schönberg 19. St. Egidien |